# Juan Jesús Argüez Ruiz
Juan Jesús Argüez Ruiz (n. La Línea de la Concepción (Cádiz), 4 de abril de 1995) más conocido como Juanje, es un futbolista español. Juega en posición de centrocampista como mediocentro. Actualmente pertenece al C. P. El Ejido de la Segunda Federación.

## Trayectoria deportiva
Se formó en la cantera del Atlético Zabal, antes de fichar por el club de Nervión, En edad juvenil, Juanje debutó en Segunda B con el Sevilla Atlético de la mano de Ramón Tejada y lo hizo ante la Real Balompédica.
Más tarde, se afianzaría en el filial sevillista y en agosto de 2014, debutó con el primer equipo del Sevilla de Emery ante el Fenerbahçe de Turquía.
En la temporada 2015-16, consigue el ascenso a la Segunda División, realizando una gran temporada.
En verano de 2018, abandona la cantera sevillista y firma durante una temporada por el RC Deportivo Fabril.
En la temporada 2019-20, firmó por el Cádiz CF "B", pero antes de comenzar la temporada fue cedido al C. P. El Ejido de la Tercera División de España, consiguiendo el ascenso con el equipo almeriense a Segunda División B.
En la temporada 2020-21, tras rescindir su contrato con el Cádiz CF, firmó en propiedad con el C. P. El Ejido de la Segunda División B de España.
El 20 de julio de 2021, firma por el Club Deportivo Eldense de la Segunda Federación, en el que jugaría durante la primera vuelta de la competición. El 24 de enero de 2022, firma por el Club Atlético Pulpileño de la Segunda Federación, hasta el final de la temporada.
El 1 de julio de 2022, firma por el C. P. El Ejido de la Segunda Federación.

## Internacional
Ha sido internacional sub-16 y sub-17.

## Clubes

### Carrera profesional
| Club                    | País   | Periodo         |
| ----------------------- | ------ | --------------- |
| Sevilla Atlético        | España | 2013-2018       |
| RC Deportivo Fabril     | España | 2018-2019       |
| Cádiz CF "B"            | España | 2019-2020       |
| C. P. El Ejido (cedido) | España | 2019-2020       |
| C. P. El Ejido          | España | 2020-2021       |
| Club Deportivo Eldense  | España | 2021-2022       |
| Club Atlético Pulpileño | España | 2022            |
| C. P. El Ejido          | España | 2022-actualidad |